# Chênée
Chênée (en wallon Tchinnêye) est une section de la ville belge de Liège située en Région wallonne dans la province de Liège.
C'était une commune à part entière avant la fusion des communes de 1977. Le quartier de Mehagne faisait partie de cette entité jusqu'au 1er janvier 1977, date à laquelle il a été rattaché à la commune de Chaudfontaine dans la section d'Embourg.

## Toponymie

### Origine du nom
Le nom Chênée provient sûrement du mot chênaie, le rapprochement en est d'autant plus facile que le blason de Chênée, avec ses 3 losanges, représente des feuilles de chêne.

## Démographie
- Sources : INS, Rem. : 1831 jusqu'en 1970 = recensements, 1976 = nombre d'habitants au 31 décembre.

## Histoire

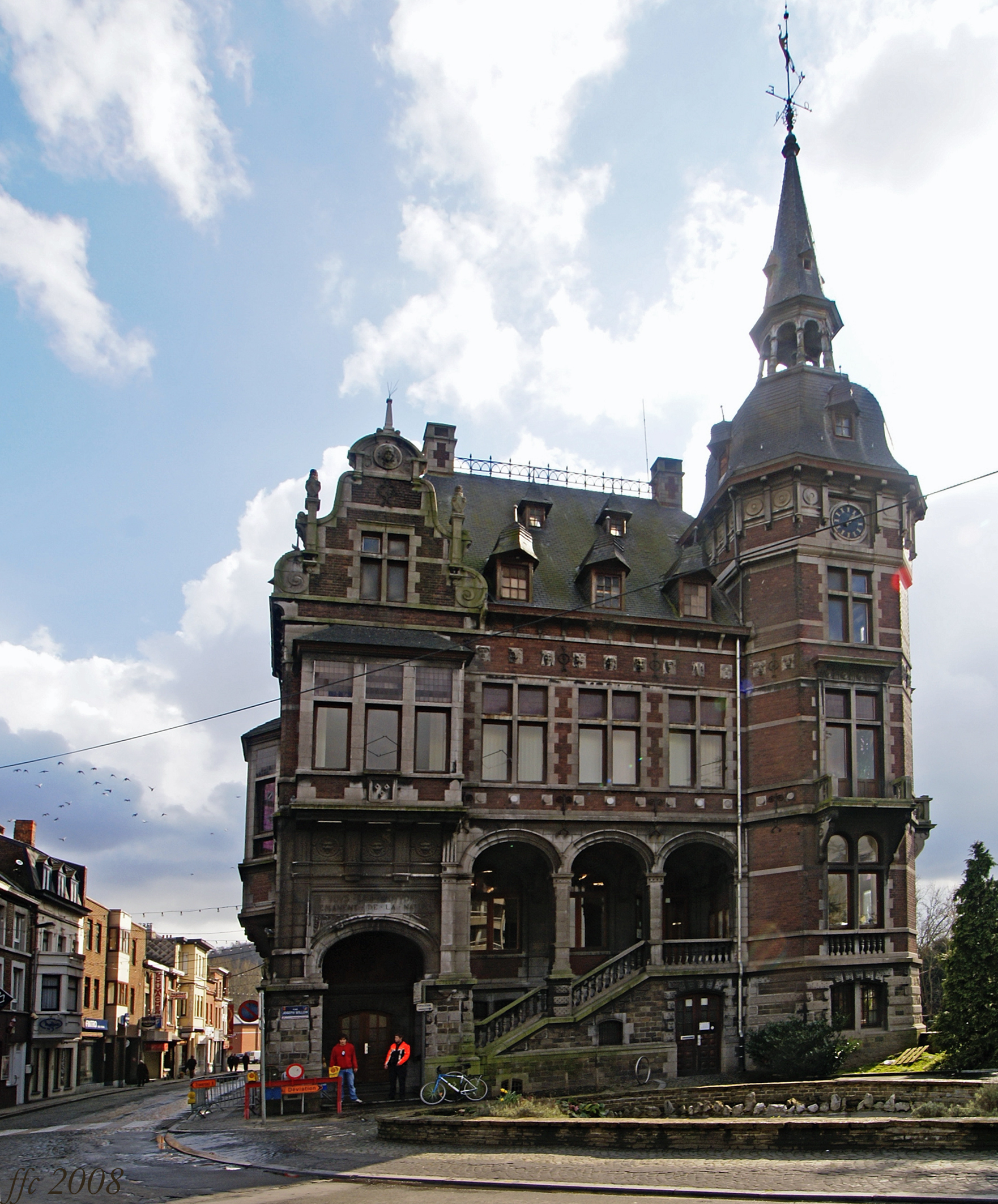
Maison communale de Chênée.

L'existence de la localité est attestée pour la première fois au XIIe siècle dans une charte, sous l'appellation Kesneies. Mais il est aisé de croire que des maisons et des commerces se trouvaient à cet endroit déjà du temps des Gaulois. Au confluent de la Vesdre et de l'Ourthe, la position de Chênée en fait un point de passage quasi obligé pour de nombreuses raisons. Jehan de Sougné, fils de Jehan dit de Chaynée et de Bonne, chevalier en 1270, avoué de Chênée, épouse N. Cossen, fille de Lambert et Aelyx delle Hays, portait de sable à trois rotures d'or (voir Jacques de Hemricourt, tableau p. 205 ,fond de Seny- Heid de Villers).
Autrefois partie du bailliage de Jupille, Chênée ne fut intégrée à la principauté de Liège qu'à partir de 1266 lors du don par l'évêque de Verdun du bailliage de Jupille à Henri de Gueldre alors prince-évêque de Liège. Elle fut érigée en commune sous le régime français. Elle fut intégrée en 1977 à la ville de Liège, lors de la politique de fusion des communes.
Le nom de cette localité est également rattaché au verre, cela est dû à l'existence dès la fin du XVIIIe siècle d'une verrerie (la verrerie Grandchamps spécialisée dans la confection de bouteilles pour l'eau de Spa).

## Personnalités liées à la commune
- Clélie Lamberty, artiste.
- Remi-Henri-Joseph Cambresier (1756-?), philologue, lexicologue et avocat militant wallon.
- Charles Descardre, bourgmestre de 1882 à 1891.
- Julien Stappers, artiste peintre (1875-1960) né à Chênée.
- Lucien François, ancien magistrat à la Cour Constitutionnelle (1989-2004) et juriste.
- Jean-Louis Lejaxhe, écrivain né à Chênée en 1964.
- Christian Kabasele, footballeur international né en 1991.
- Nicolas Gilsoul, copilote de rallye automobile.
- Elastic, humoriste visuel et burlesque né en 1971.